# Irene Vallejo Moreu
Irene Vallejo Moreu (Saragossa, 1979) és una filòloga i escriptora espanyola. El 2020 va guanyar el Premi Nacional d'assaig de les Lletres Espanyoles amb la publicació L'infinit dins d'un jonc.

## Trajectòria
Doctora en Filologia Clàssica per les universitats de Saragossa i Florència, la seva obra se centra en la recerca i divulgació dels autors clàssics. Col·laboradora habitual del Heraldo de Aragón i El País, als seus articles barreja temes d'actualitat amb ensenyaments del món antic. Ha publicat dos llibres recopilatoris de les seves columnes d'opinió setmanals al diari aragonès: El pasado que te espera (2010) i Alguien habló de nosotros (2017).
Compagina aquesta labor periodística amb la seva activitat literària. El 2011 va publicar la seva primera novel·la, La luz sepultada, una història de suspens ambientada a la Saragossa de 1936, just abans de l'inici de la Guerra Civil Espanyola. La seva segona novel·la, El silbido del arquero (2015)', publicada per l'editorial saragossana Contraseña, és una història d'aventures i amor ambientada a l'antiga Roma i en la mitologia grega, amb voluntat de projectar-se sobre els conflictes contemporanis.
La seva darrera obra, El infinito en un junco: la invención de los libros en el mundo antiguo, és un assaig publicat el 2019 per Ediciones Siruela, amb traducció al català com a L'Infinit dins d'un jonc: la invenció dels llibres al món antic, on es repasa de forma distesa i divulgativa la història dels llibres. Des de la seva publicació, ha assolit un notable èxit, amb més de quinze edicions, i ha estat traduït a diverses llengües, entre elles al català. El 2020, aquesta obra la va convertir en la cinquena guanyadora del Premi Nacional d'assaig de les Lletres Espanyoles des de la creació d'aquest guardó el 1975. La primera dona en guanyar-lo fou Celia Amorós el 2006.
A més a més del gènere periodístic, la novel·la i l'assaig, Irene Vallejo també ha conreat la literatura infantil i juvenil amb El inventor de viajes (2014), un conte il·lustrat per José Luis Cano, i amb l'àlbum il·lustrat La leyenda de las mareas mansas (2015), publicat en col·laboració amb la pintora Lina Vila.
El 2016 un dels seus relats, El mal invisible, fou inclòs a l'antologia de narradores aragoneses Hablarán de nosotras.
L'Ajuntament de Barcelona la va escollir com a pregonera de la Diada de Sant Jordi del 2021.

## Obres
- El pasado que te espera (2010)
- La luz sepultada (2011)
- El inventor de viajes (2014)
- La leyenda de las mareas mansas (2015)
- El silbido del arquero (2015)
- Alguien habló de nosotros (2017)
- El infinito en un junco: la invención de los libros en el mundo antiguo (2019). Traduït al català per Columna.[10]

## Premis
- Premi del cinquè certamen Los nuevos de Alfaguara de l'Editorial Alfaguara (1997)[12]
- Premio Búho '97 als Aragonesos de l'Any.[12][13]
- Premi de la Societat Espanyola d'Estudis Clàssics al Millor Treball d'Investigació (2005)[12]
- Menció especial del Jurat del Premi Internacional de Novel·la Històrica Ciutat de Saragossa (2012)[14][15][12]
- Premio Sabina de Plata (2017)[16][7]
- Premio Ojo Crítico de narrativa (2019)[17][9]
- Premio Búho a la millor edició del 2019 per El infinito en un junco[18]
- Premio Las Librerías Recomiendan de No Ficción (2020)[19][9]
- Premi Nacional d'assaig de les Lletres Espanyoles (2020)[2]